# Denkmal
denkmal — выставка, посвящённая достижениям в области сохранности памятников культуры и архитектуры.

## Общие сведения
Выставка denkmal проводится с 1994 года с периодичностью раз в два года. Denkmal является ведущей выставкой отрасли в Европе. Она в большей степени ориентирована на профессионалов в области архитектуры и реставрации, чем на сторонних посетителей.
Экспоненты специализируются на ряде направлений: дизайн памятников, ремонт, городской дизайн, садоводство, восстановление зданий, сохранение памятников, строительство музеев, строительные материалы, оборудование, инструменты, системы безопасности, архив.

## История проведения в Германии

### denkmal 2016
В выставке denkmal 2016 в общей сложности участвовали 13900 специалистов отрасли, которые смогли встретиться с 435 экспонентами из 17 стран. Деловая программа выставки включала более 150 мероприятий и привлекла тысячи участников. Были определены 10 победителей награды denkmal Gold Medal, которая вручалась в 11-й раз. Среди медалистов и Ассоциация реставраторов Санкт-Петербурга.
Программа выставки denkmal включает форум по повышению квалификации реставраторов, а также европейскую биржу контактов. Выставка denkmal является уникальным сочетанием выставки, специализированной программы конгресса, «живых» мастерских и специальных показов.
Для участия на denkmal съезжаются специалисты художественно-реставрационных мастерских и реставраторы, представители организаций по охране памятников, архитекторы, руководители строительных фирм, а также частные лица, интересующиеся культурой и искусством.
denkmal Россия-Москва — выставка, посвящённая достижениям в области сохранности памятников культуры и архитектуры в России.

## История проведения в России
С 2011 г. Лейпцигская Ярмарка Интернациональ ГмбХ, дочернее предприятие Лейпцигской ярмарки, организует выставку denkmal один раз в два года в Москве.
www.denkmal.moscow

### denkmal, Россия-Москва 2021
С 21 по 23 октября 2021 года в Москве в выставочном комплексе Гостиный Двор состоялась VI Международная специализированная выставка по сохранению, реставрации, использованию и популяризации культурного наследия, редевелопменту и музейным технологиям denkmal, Россия — Москва 2021. Выставку посетило более 2 500 зарегистрированных посетителей со всей России. Впервые мероприятия деловой программы транслировались на платформе You Tube, что привлекло дополнительно 2 200 онлайн-участников в дни проведения мероприятия. Записи ряда докладов и отдельных конференций доступны на официальном канале выставки. Ключевым мероприятием деловой программы стал Международный симпозиум НК ИКОМОС России.  В рамках выставки традиционно прошёл III Конкурс молодых реставраторов.

### denkmal, Россия-Москва 2019
С 5 по 7 ноября 2019 года в Москве в выставочном комплексе Гостиный Двор состоялась V Международная специализированная выставка по сохранению, реставрации, современному использованию и популяризации культурного наследия и музейной технике denkmal, Россия — Москва 2019.
На «denkmal Россия-Москва» было зарегистрировано 3 600 посетителей: реставраторов, ремесленников, архитекторов, девелоперов и представителей государственного сектора. 110 экспонентов продемонстрировали свою продукцию и услуги. Значительно увеличилось количество участников из Санкт-Петербурга. Впервые на коллективных стендах своих регионов были представлены госучреждения и предприятия Ярославля и Нижнего Новгорода. В работе конгресса приняли участие 180 международных экспертов отрасли. Среди главных тем  этого  года были: приспособление и современное использование памятников архитектуры; образование и повышение квалификации реставраторов; современные технологии в реставрации. В рамках выставки прошел II Конкурс молодых реставраторов. Комитетом по туризму правительства города Москвы был организован конгресс «Туризм и охрана памятников культуры» с участием международных экспертов.

### denkmal, Россия-Москва 2017
В 2017 году выставка была переименована в denkmal, Россия — Москва и впервые прошла в Гостином Дворе, ставший традиционным местом проведения.
IV Международная специализированная выставка по сохранению, реставрации, использованию и популяризации объектов культурного наследия и музейной технике «denkmal Россия-Москва» прошла с 8 по 10 ноября 2017 г. и закончилась c рекордным результатом: 3 450 зарегистрированных посетителей-специалистов (в 2015 г. -2 970), 106 экспонентов (в 2015 г.-80) из России, Германии и Италии. Более 100 российских и иностранных докладчиков и дискутантов приняли участие в международных мероприятиях, предусмотренных деловой программой в конференц-залах, на стендах Правительства Москвы и Министерства культуры Российской Федерации. В рамках «denkmal Россия-Москва», а также впервые в истории проведения выставок, состоялись трехдневные соревнования молодых реставраторов по методике WorldSkills в четырех дисциплинах.

### denkmal, Москва 2015
С 14 по 16 октября 2015 года на ВДНХ в павильоне 75 прошла третья Международная выставка по сохранению, реставрации, использованию и популяризации культурного наследия «denkmal, Москва 2015», собравшая внушительное число экспонентов и представившая насыщенную деловую программу. Общее число посетителей за три неполных дня работы превысило 5 тысяч человек. На церемонии открытия выставки 14 октября выступил мэр Москвы Сергей Собянин, а на церемонии подведения итогов, 16 октября, — обер-бургомистр города Лейпцига (ФРГ) Буркхард Юнг.

### denkmal, Москва 2013
Представители государственных структур и ведомств городов Москвы и Лейпцига, контролирующих законотворческую, охранную и строительную деятельность, связанную с памятниками культурного наследия встретились 2 октября в рамках международной выставки denkmal Москва 2013 на территории Центр дизайна Artplay.
Руководители двух европейских городов обсудили современные технологии реставрации и модели финансирования памятников архитектуры, а также влияния архитектурной и исторической составляющей на инвестиционную привлекательность территорий современных европейских мегаполисов.
Одним из наиболее эффективных инструментов приспособления под современное использование, а также капитализации исторического наследия является модель частно-государственного партнёрства.